# Jeziory Dolne

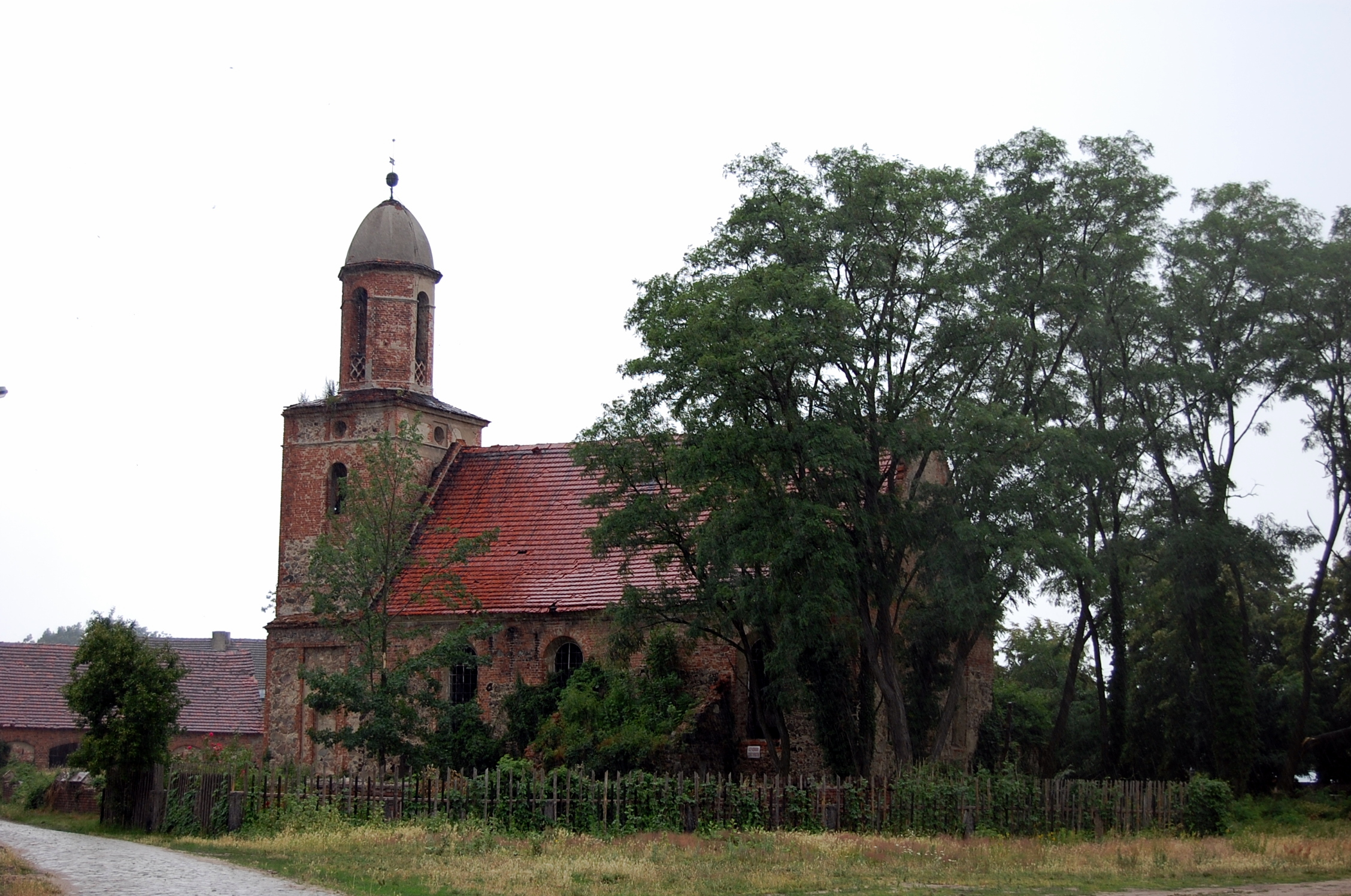
Kirchenruine in Jeziory Dolne

Jeziory Dolne (deutsch Nieder Jeser, niedersorbisch Dolne Jazory) ist ein Dorf und ein Schulzenamt in der Stadt-und-Land-Gemeinde Brody (Pförten) im Powiat Żarski im Südwesten der Woiwodschaft Lebus in Polen.

## Lage
Jeziory Dolne liegt im polnischen Teil der Niederlausitz, etwa zehn Kilometer nordöstlich der Grenze zu Deutschland und der Stadt Forst und jeweils 30 Kilometer nordwestlich von Żary (Sorau) und östlich von Cottbus. Umliegende Ortschaften sind Kumiałtowice (Kummeltitz) im Norden, Datyń (Datten) im Nordosten, Brody im Osten, Jeziory Wysokie (Hohen Jeser) im Süden, Suchodół (Zauchel) im Westen und das zur Gmina Gubin gehörende Dorf Węgliny (Oegeln) im Nordwesten.
Der Ort liegt am Jezioro Brodzki (Heuser See), der auf der Höhe des Ortes von dem Flüsschen Werdawa gespeist wird. Der See gehört zum Park des Schlosses Pförten. Etwa zwei Kilometer südöstlich von Jeziory Dolne verläuft die Droga wojewódzka 289.

## Geschichte
Die Ersterwähnung des Angerdorfes Nieder Jeser erfolgte in den Kirchenartikeln des Bistums Meißen aus dem Jahr 1346, die jedoch nur noch als Kopie aus dem Jahr 1495 erhalten sind. Der Ortsname ist von dem niedersorbischen „jazor“ für „See“ abgeleitet und spielt somit auf die Lage des Ortes an. Der Ort hieß zunächst nur Jeser, der Namenszusatz Nieder kam erst im 18. oder 19. Jahrhundert hinzu und dient der Unterscheidung zu dem südlich des Jezioro Brodzki gelegenen Dorf Hohen Jeser (heute Jeziory Wysokie). Weitere historische Schreibweisen waren Nieder Jehser, Nieder Jeeser und Nieder Jesar. Die Bedeutung des polnischen Ortsnamens Jeziory Dolne entspricht dem Deutschen.
Historisch gehörte Nieder Jeser zur Herrschaft Pförten und war dort ein Amtsdorf. Als Folge des Wiener Kongresses wurde Nieder Jeser aus dem Königreich Sachsen in das Königreich Preußen umgegliedert, wo die Gemeinde im Landkreis Sorau im Regierungsbezirk Frankfurt in der Provinz Brandenburg lag. 1818 erhielt die Kirche in Nieder Jeser ihren Turm. Im Jahr 1820 hatte Nieder Jeser 255 Einwohner, die eine Schatzung von 2.400 Gulden an den Lehnsherr der Herrschaft Pförten abzugeben hatten. Es gab damals eine Schule und die Pfarrkirche, die Dörfer Datten und Zauchel waren nach Nieder Jeser eingepfarrt.
Die Topographisch-statistische Übersicht des Regierungsbezirks Frankfurt a. d. O. verzeichnet in Nieder Jeser für das Jahr 1840 eine Einwohnerzahl von 322 in 45 Wohngebäuden und ein Vorwerk. 1864 gab es in Nieder Jeser neben dem bereits erwähnten Vorwerk eine ehemalige Zuckerfabrik und ein ausgebautes Gehöft, dazu kam das Jägerhaus Fasanerie. In Nieder Jeser lebten damals 329 Menschen, die Fasanerie hatte zwei Einwohner.
Bis zum 1. April 1935 war Nieder Jeser eine eigenständige Landgemeinde im Landkreis Sorau (Lausitz), danach wurde sie nach Pförten eingemeindet. Die beiden früher zur Gemeinde Nieder Jeser gehörenden Ortsteile Fasanerie und Fasanengarten wurden in der Folge nicht mehr als einzelne Orte geführt. Während des Zweiten Weltkriegs wurde die Dorfkirche von Nieder Jeser zerstört, sie besteht bis heute nur als Ruine. Nach dem Ende des Krieges wurde der Ort polnisch, der Ortsname in Jeziory Dolne geändert und die deutschen Einwohner vertrieben. Später wurde der Ort von polnischen Neuansiedlern bezogen. Von 1975 bis 1998 gehörte Jeziory Dolne zur polnischen Woiwodschaft Zielona Góra und seitdem zur Woiwodschaft Lebus. Ende März 2011 lebten in Jeziroy Dolne 202 Einwohner.